# Otters Wick (Orkney)

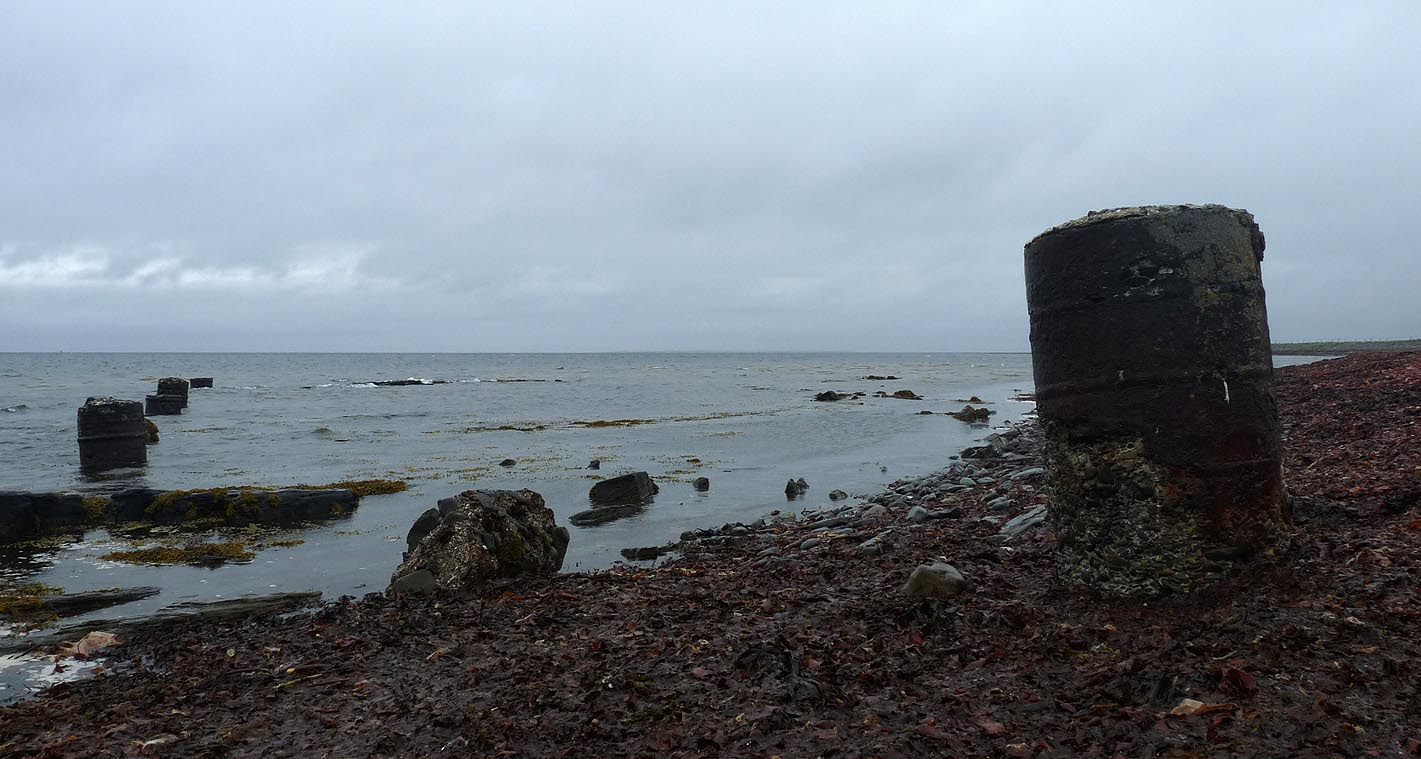
Blick in die Bucht

Der Otters Wick ist eine Bucht im Norden der zu Schottland zählenden Orkneyinseln.

## Geographie
Der verhältnismäßig lange und breite Otters Wick liegt an der nördlichen Küste der Insel Sanday. Im Südwesten geht er über in den Lamaness Firth. Im Norden wird er durch den Whitemill Point begrenzt. Im Osten folgt mit der Bay of Sandquoy eine weitere Bucht. 

## Historisches
Im Rahmen der historischen Gliederung Schottlands in Civil Parishes zählt der Otters Wick zu Lady.